# Joseph-Charles Béra
Pour les articles homonymes, voir Béra.
Joseph-Charles Béra (4 novembre 1758, Champagné-Saint-Hilaire - 25 mai 1839, Poitiers) est un magistrat et homme politique français.

## Biographie
Avocat, il est nommé commissaire du gouvernement près les tribunaux de la Vendée le 19 frimaire an IV, et appelé aux mêmes fonctions le 24 floréal an VIII près le tribunal d'appel de la Vienne ; il reçut, le 25 prairial an XII, la croix de la Légion d'honneur. À cette époque, il échangea, conformément au sénatus-consulte organique du 28 floréal, son titre de commissaire du gouvernement contre celui de procureur impérial. En 1812, lors de la réorganisation des tribunaux et des cours de justice, il devint procureur général près la même cour. 
Privé de son emploi au retour de Louis XVIII, le collège de département de la Vienne l'envoya siéger à la Chambre des Cent-Jours, le 11 mai 1815. 
À la seconde Restauration, il reprit sa profession d'avocat à Poitiers. Désigné en 1819, comme candidat à la Chambre des députés par les électeurs libéraux de Civray, il ne réussit pas à être nommé. 
Le gouvernement de Juillet le rappela dans la magistrature. Substitut du procureur général près la cour d'appel de Poitiers en 1832, il devint peu après procureur du roi près le tribunal de première instance de la même ville, et mourut dans l'exercice de ses fonctions. 
Il fut marié à la nièce de Jacques Dumoustier Delafond.

## Publications
- Choix de plaidoyers (1812)
- Proposition d'un électeur de la Vienne (1815)

## Décorations
- Chevalier de la Légion d'honneur en 1804[1]

## Pour approfondir